# فرانك بيرس هيل
فرانك بيرس هيل (بالإنجليزية: Frank Pierce Hill)‏ هو أمين مكتبة أمريكي، ولد في 22 أغسطس 1855 في كونكورد في الولايات المتحدة، وتوفي في 28 أغسطس 1941.